# Microsoft Multiplan

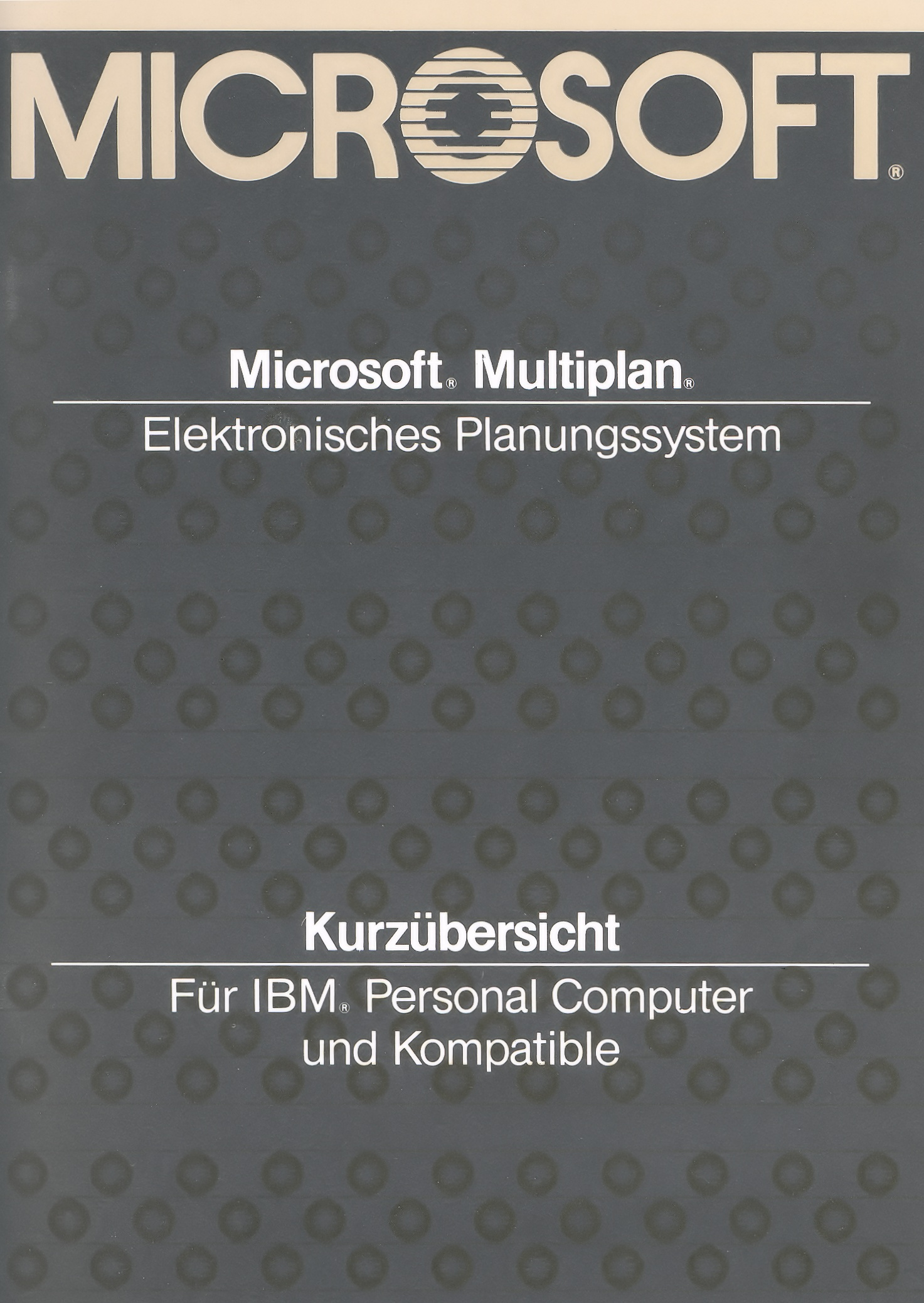
32-seitige Kurzübersicht im DIN A5-Format

Microsoft Multiplan war ein Tabellenkalkulationsprogramm von Microsoft.

## Geschichte
Multiplan wurde 1982 veröffentlicht, zunächst für CP/M und MS-DOS/PC DOS, später auch für das Betriebssystem des Apple II sowie den Apple Macintosh. Außerdem gab es eine Version für den Commodore 64.
Der größte Konkurrent war Lotus 1-2-3, welches den Markt der IBM-PCs und dazu kompatiblen Computern dominierte, da es Berechnungsergebnisse schneller anzeigte und Ergebnisse auch grafisch darstellen konnte.
Microsoft Excel kann als Nachfolger von Microsoft Multiplan gesehen werden. Es unterstützte auf allen Plattformen die Maus als Eingabegerät, bei Multiplan war das nur bei grafischen Plattformen gegeben, also unter Macintosh und unter Windows, das in der ersten Version allerdings erfolglos war. Der DOS-Maustreiber wurde nicht unterstützt. Nach der Veröffentlichung von Windows 2.03 und etwa ein Jahr nach dem Apple Macintosh wurde Multiplan nicht mehr weiterentwickelt.
Microsoft Multiplan hatte in den USA nur mäßigen Erfolg und erzielte dort nicht über 15 Prozent Marktanteil. Durch die schnelle Übersetzung ins Deutsche wurde das Programm im deutschsprachigen Raum mit einem Marktanteil von 50 Prozent zu einem Erfolg. Im Jahre 1990, mit Erscheinen der letzten Version 4.2, wurde die Entwicklung von Multiplan eingestellt, da Microsoft schon seit 1987 Excel parallel auf dem Markt etabliert hatte.
Mit dem Programm Microsoft Chart konnten Multiplan-Dokumente grafisch aufbereitet dargestellt werden.

## Zeilen- und Spaltenbezeichnung
Im Gegensatz zum allerersten Tabellenkalkulationsprogramm Visicalc und später Lotus 1-2-3, bei welchen die Zeilen mit Zahlen und die Spalten mit Buchstaben bezeichnet waren, wurden sie bei Multiplan nach einem anderen System identifiziert. Sie wurden in dem System R1C1 (Row 1, Column 1), R2C2 usw. referenziert, auf Deutsch Z1S1, was als alternative Anzeigevariante (Deutsch: Z1S1-Bezugsart) auch Einzug in das spätere Excel gefunden hat. Die Zelle in der 3. Zeile und der 15. Spalte hatte zum Beispiel die "Koordinate" Z3S15. Bei Lotus und anderen Tabellenkalkulationsprogrammen würde diese Zelle O3 heißen.

## Versionen
DOS
- 1982: 1.0 – Erste Version für IBM PC
- 1983: 1.1
- 1985: 2.0 – Erweiterung der Zellen von 63×256 auf 255×485
- 1987: 3.0 – LAN-Unterstützung
- 1988: 4.0 – für DOS und OS/2
- 1989: 4.1 – Bugfix
- 1990: 4.2

XENIX
- 2.0

Macintosh
- 1984: 1.0
- 1985: 1.1

Commodore 64 / 128
- 1983: 1.06

TI-99/4A
- 1981: 1.04